# Bombe a mano (album)
Bombe a mano è il quarto album in studio del rapper italiano Jap, pubblicato nel 2012 dalla Like Me Studios.

## Tracce
1. Bombe a mano (con DJ Mastrobeat)
2. Puoi vedermi (con Efeizee)
3. Zero fake pt.II (con DJ Steve)
4. Le cose che non sai (con Jack the Smoker)
5. Big Planz (con Banana Tribe)
6. Ghiaccio bollente (con DJ Kamo)
7. Presi bene (con Ares)
8. Joblin (skit)
9. Sopra ogni cosa (con Efeizee)
10. Buoni motivi (con Capstan e Muttofunk)
11. L'antivirus (con Eta e Norex)
12. Sodoma e Gomorra (con Bat One, Bassi Maestro e DJ Steve)
13. La mia t-shirt (con Norex)
14. Giù le mani (con Eta e Norex)
15. Ancora vivi (con Zampa, Capstan e Muttofunk)
16. Game over (con Palla & Lana)